# Ornithoptera chimaera
Ornithoptera chimaera là một loài bướm ngày cánh chim thuộc họ Papilionidae. Nó được tìm thấy ở các vùng núi của New Guinea và Java trên độ cao 1000 mét.

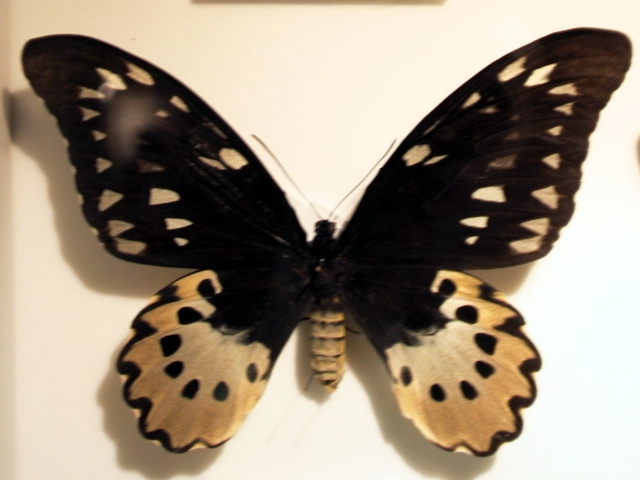
Female

Sải cánh dài 80–180 mm đối với con cái và 70–150 mm đối với con đực.
Ấu trùng ăn Aristolochia momandul.

## Hình ảnh

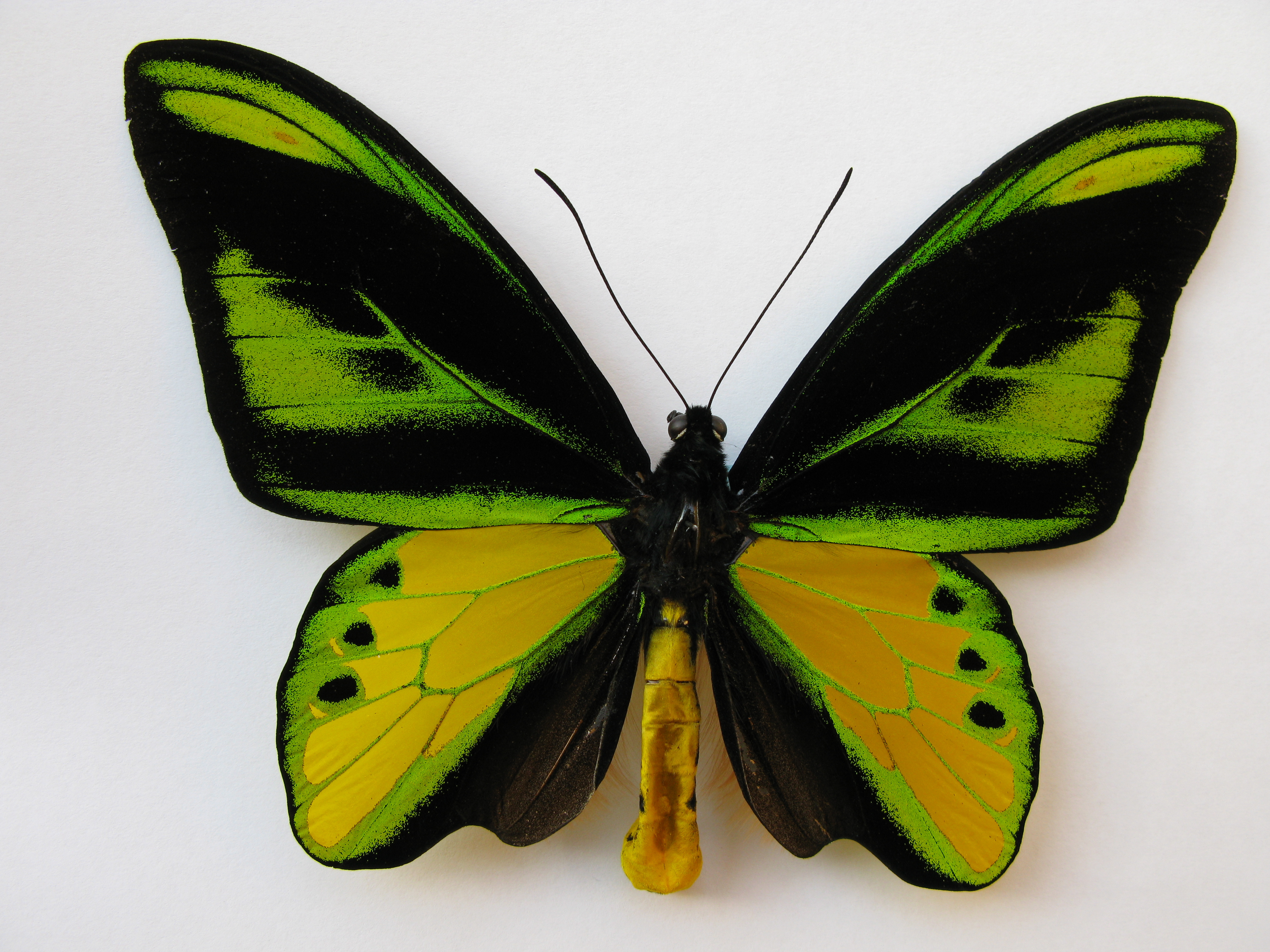
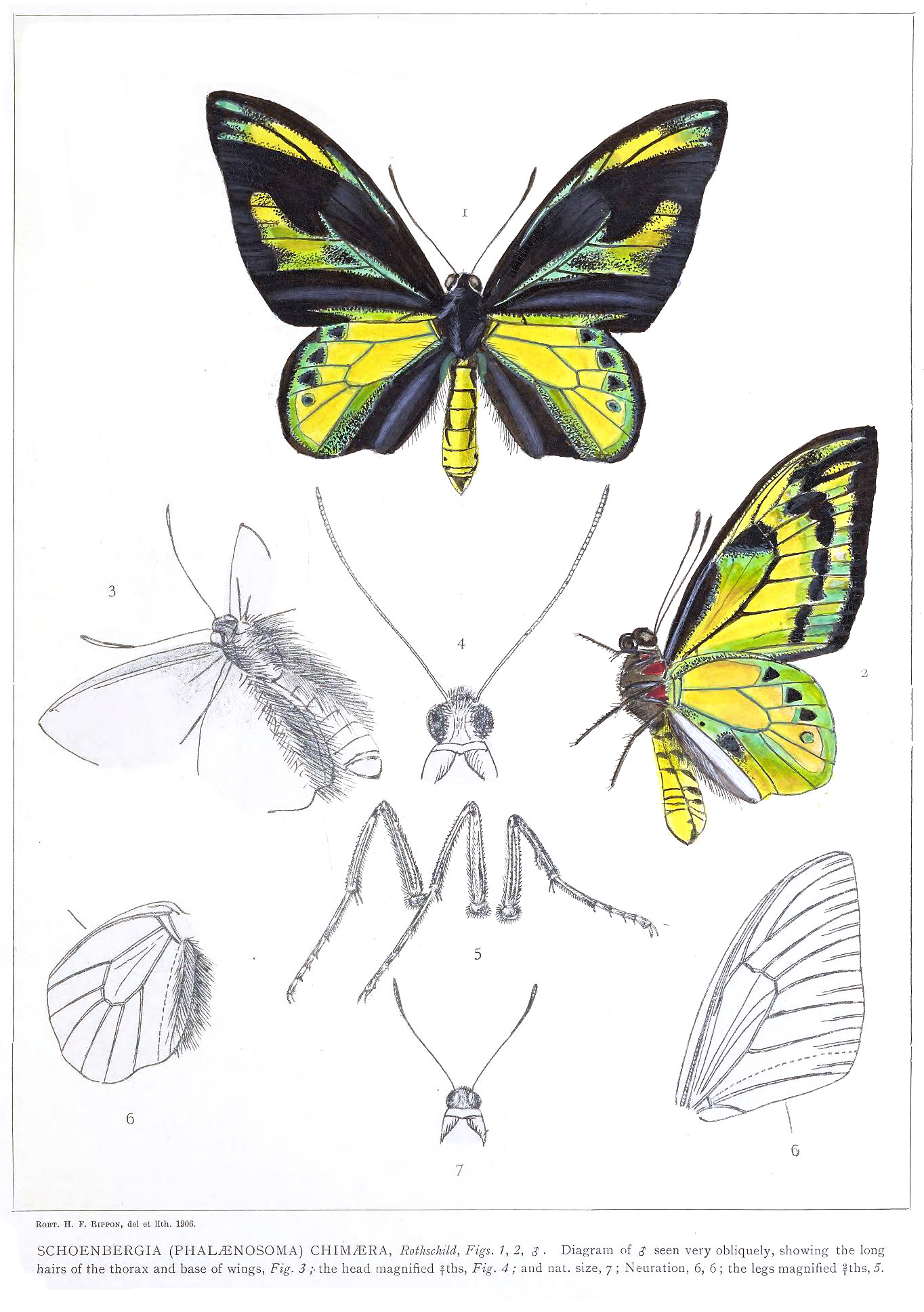
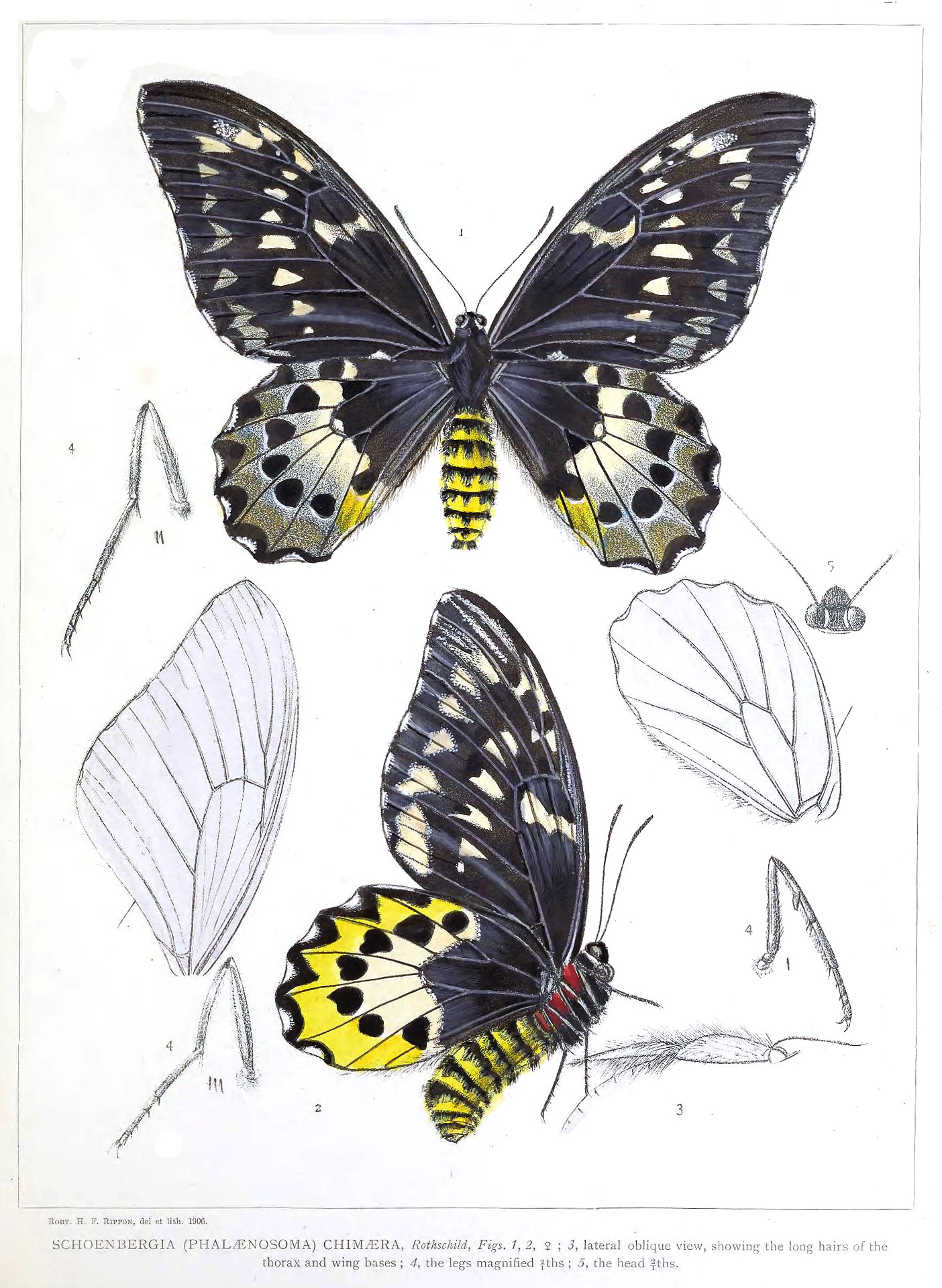
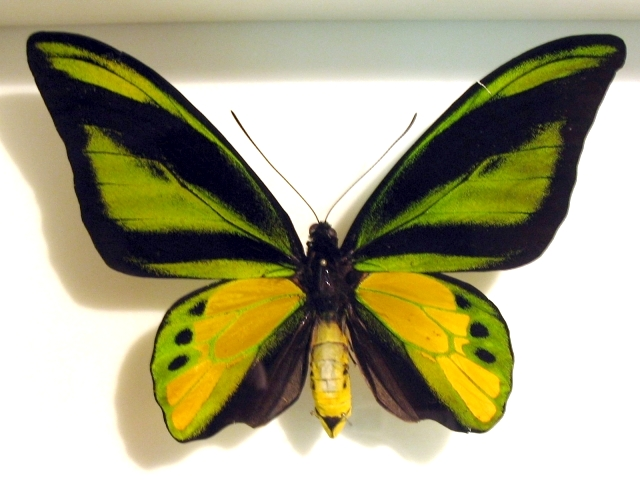